# Rory O'Malley
Rory James O'Malley (Cleveland, 23 dicembre 1980) è un attore e cantante statunitense.

## Biografia
È noto prevalentemente per l'attività teatrale a Broadway, Off-Broadway e nel resto degli Stati Uniti, che comprende: The 25th Annual Putnam County Spelling Bee (Broadway, 2006), Happy Days (Los Angeles, 2006), Happy Days (New Jersey, 2007; Goodspeed, 2008), 8 (Broadway e Los Angeles, 2011), She Loves Me (54 Below, 2011), The Book of Mormon (Broadway, 2011; candidato al Tony Award al miglior attore non protagonista in un musical e al Drama Desk Award al miglior attore non protagonista in un musical), Little Miss Sunshine (Off-Broadway, 2013), Nobody Loves You (Off-Broadway, Drama Desk Award al miglior attore non protagonista in un musical) e Hamilton (2016).
È un attivista per i diritti degli omosessuali ed è sostenitore del Progetto It Gets Better (tra gli altri finanziatori ci sono anche Hillary Clinton, Kesha e Fiona Shaw), oltre che cofondatore con Gavin Creel di Broadway Impact, un'organizzazione per i pari diritti alle coppie omosessuali. È omosessuale dichiarato e sposato con Gerold Schroeder dal 2014.

## Filmografia

### Cinema
- Dreamgirls, regia di Bill Condon (2006)
- Mother's Day, regia di Garry Marshall (2016)

### Televisione
- Nurse Jackie - Terapia d'urto – serie TV, 1 episodio (2012)
- The Good Wife – serie TV, 1 episodio (2014)
- Partners – serie TV, 10 episodi (2014)
- Crazy Ex-Girlfriend – serie TV, 1 episodio (2017)
- Modern Family – serie TV, 2 episodi (2019-2020)
- Grace and Frankie – serie TV, 1 episodio (2020)
- Non sono ancora morta (Not Dead Yet) – serie TV, episodi 1x09-2x07 (2023-2024)
- NCIS - Unità anticrimine (NCIS) – serie TV, episodio 22x08 (2024)
- High Potential – serie TV, episodio 1x10 (2025)

### Doppiaggio
- Bob's Burgers - serie TV, 1 episodio (2018)
- American Dad! - serie TV, 1 episodio (2019)
- Chicago Party Aunt - serie TV, 8 episodi (2021)

## Doppiatori italiani
Nelle versioni in italiano delle opere in cui ha recitato, Rory O'Malley è stato doppiato da:
- Nanni Baldini in Non sono ancora morta (ep. 1x09)
- Riccardo Burbi in Non sono ancora morta (ep. 2x07)
- Simone Veltroni in High Potential
- Alessandro Rigotti in NCIS - Unità anticrimine

Da doppiatore, è stato sostituito da:
- Davide Perino in Chicago Party Aunt